# Công ước xóa bỏ mọi hình thức phân biệt đối xử với phụ nữ
Công ước xóa bỏ mọi hình thức phân biệt đối xử với phụ nữ (CEDAW) là một công ước quốc tế được Đại hội đồng Liên Hợp Quốc thông qua năm 1979. Được mô tả như một dự luật về quyền của phụ nữ, công ước có hiệu lực từ ngày 3 tháng 9 năm 1981 và đã được 189 quốc gia phê chuẩn. Hơn năm mươi quốc gia phê chuẩn công ước đã có một số tuyên bố, bảo lưu và phản đối nhất định, bao gồm 38 quốc gia đã bác bỏ Điều 29 của Công ước về việc giải quyết các tranh chấp liên quan đến việc giải thích hoặc áp dụng Công ước. Tuyên bố của Úc xác nhận những hạn chế về quyền lực của chính quyền trung ương do hệ thống hiến pháp liên bang. Hoa Kỳ và Palau đã ký, nhưng chưa phê chuẩn Công ước. Vantican, Iran, Somalia, Sudan và Tonga chưa ký CEDAW.
Hiện tại, Chủ tịch Uỷ ban CEDAW đương nhiệm là Hilary Gbedemah.

## Công ước

### Tóm lược
Công ước CEDAW có cấu trúc tương tự Công ước quốc tế về xóa bỏ mọi hình thức phân biệt chủng tộc, "cả về phạm vi nghĩa vụ thực chất và các cơ chế giám sát quốc tế của công ước". Công ước được cấu trúc thành sáu phần với tổng số 30 điều.
- Phần I (Điều 1-6) tập trung vào nguyên tắc không phân biệt đối xử, định kiến giới và buôn bán tình dục.
- Phần II (Điều 7-9) quy định về các quyền của phụ nữ trong đời sống công với sự nhấn mạnh vào đời sống chính trị, sự đại diện và quyền có quốc tịch của phụ nữ.
- Phần III (Điều 10-14) mô tả các quyền kinh tế và xã hội của phụ nữ, đặc biệt tập trung vào giáo dục, việc làm và sức khỏe. Phần III cũng bao gồm các biện pháp đặc biệt để bảo vệ phụ nữ nông thôn và giải quyết các vấn đề mà phụ nữ nông thôn gặp phải.
- Phần IV (Điều 15 và 16) đề cập đến quyền bình đẳng của phụ nữ trong đời sống hôn nhân và gia đình cùng với quyền bình đẳng trước pháp luật.
- Phần V (Điều 17-22) quy định việc thành lập Ủy ban về xóa bỏ phân biệt đối xử đối với phụ nữ cũng như thủ tục báo cáo của các quốc gia thành viên.
- Phần VI (Điều 23-30) nhấn mạnh tác động của Công ước đối với các điều ước khác, cam kết của các quốc gia thành viên và thủ tục của Công ước.

### Các điều khoản chính
Điều 1 định nghĩa phân biệt đối xử với phụ nữ theo cách: 
 Phân biệt đối xử với phụ nữ có nghĩa là bất kỳ sự phân biệt, loại trừ hay hạn chế nào dựa trên cơ sở giới tính làm ảnh hưởng hoặc nhằm mục đích làm tổn hại hoặc vô hiệu hoá việc phụ nữ được công nhận, thụ hưởng, hay thực hiện các quyền con người và những tự do cơ bản trong lĩnh vực chính trị, kinh tế, xã hội, văn hoá, dân sự và các lĩnh vực khác trên cơ sở bình đẳng nam nữ bất kể tình trạng hôn nhân của họ như thế nào. 
Điều 2 yêu cầu các quốc gia thành viên của Công ước tuyên bố nỗ lực thúc đẩy bình đẳng giới trong luật pháp của quốc gia, bãi bỏ tất cả các điều khoản phân biệt đối xử trong luật pháp của họ và bổ sung các quy định mới để chống phân biệt đối xử đối với phụ nữ. Các quốc gia thành viên của Công ước cũng phải thành lập các tòa án và các thiết chế công để bảo đảm cho phụ nữ được bảo vệ một cách hiệu quả nhằm chống phân biệt đối xử và thực hiện các bước để loại bỏ tất cả các hình thức phân biệt đối xử đối với phụ nữ của các cá nhân, tổ chức và doanh nghiệp.
Điều 3 yêu cầu các quốc gia thành viên bảo đảm các quyền và quyền tự do cơ bản của phụ nữ "trên cơ sở bình đẳng với nam giới" trong "các lĩnh vực chính trị, xã hội, kinh tế và văn hóa".
Điều 4 lưu ý rằng "việc thông qua... các biện pháp đặc biệt tạm thời nhằm thúc đẩy bình đẳng thực chất giữa nam và nữ sẽ không bị coi là phân biệt đối xử". Điều 4 nói thêm rằng việc bảo vệ đặc biệt cho vấn đề thai sản không được coi là phân biệt đối xử trên cơ sở gì.
Điều 5 yêu cầu các quốc gia thành viên thực hiện các biện pháp nhằm xóa bỏ định kiến và phong tục cho rằng sự thấp kém hoặc ưu việt của một giới tính hoặc về vai trò rập khuôn của nam giới và phụ nữ. Điều 5 cũng yêu cầu các quốc gia thành viên "[bảo đảm... sự công nhận trách nhiệm chung của nam giới và phụ nữ trong việc nuôi dưỡng và phát triển con cái."
Điều 6 bắt buộc các quốc gia thành viên "thực hiện tất cả các biện pháp thích hợp, bao gồm cả biện pháp pháp luật, để loại bỏ mọi hình thức buôn bán phụ nữ và bóc lột mại dâm đối với phụ nữ".
Điều 7 đảm bảo sự bình đẳng của phụ nữ trong đời sống chính trị và công cộng, tập trung vào sự bình đẳng trong bầu cử, tham gia chính phủ và tham gia vào "các tổ chức phi chính phủ và các hiệp hội liên quan đến đời sống công cộng và chính trị của đất nước".
Điều 8 quy định rằng các quốc gia thành viên sẽ bảo đảm cho phụ nữ "có cơ hội đại diện cho Chính phủ của họ ở cấp quốc tế và tham gia vào công việc của các tổ chức quốc tế ".
Điều 9 bắt buộc các quốc gia thành viên "bảo đảm cho phụ nữ có quyền bình đẳng với nam giới để có quốc tịch, thay đổi hoặc giữ quốc tịch của họ" và quyền bình đẳng với nam giới trong vấn đề "quốc tịch của con cái".
Điều 10 đòi hỏi cơ hội bình đẳng trong giáo dục cho nữ sinh viên và khuyến khích các hình thức giáo dục khác nhau. Nhà nước phải bảo đảm quyền bình đẳng trong tiếp cận với các môn thể thao, học bổng và trợ cấp cũng như yêu cầu "giảm tỷ lệ bỏ học của nữ sinh." 
Điều 11 nêu ra quyền việc làm đối với phụ nữ là " quyền không thể chối bỏ của tất cả mọi người". Điều 11 yêu cầu phải trả công bằng cho mọi công việc như nhau, quyền hưởng an sinh xã hội, nghỉ người được trả lương và nghỉ thai sản " qua việc trả lương hoặc hưởng các phúc lợi xã hội tương đương mà không mất việc làm trước đây, thâm niên hoặc trợ cấp xã hội". Việc sa thải với lý do thai sản, mang thai hoặc tình trạng hôn nhân sẽ bị cấm cùng với hình thức xử phạt.
Điều 12 yêu cầu nghĩa vụ của các quốc gia thành viên "thực hiện mọi biện pháp thích hợp để loại bỏ phân biệt đối xử đối với phụ nữ trong lĩnh vực chăm sóc sức khỏe nhằm đảm bảo phụ nữ tiếp cận các dịch vụ chăm sóc sức khỏe, bao gồm cả những biện pháp liên quan đến kế hoạch hóa gia đình ".
Điều 13 bảo đảm bình đẳng cho phụ nữ "trong đời sống kinh tế và xã hội", đặc biệt là "quyền lợi gia đình, quyền vay ngân hàng, thế chấp và các hình thức tín dụng tài chính khác, và quyền tham gia các hoạt động giải trí, thể thao và tất cả các khía cạnh của đời sống văn hóa." 
Điều 14 đưa ra các biện pháp bảo vệ cho phụ nữ nông thôn và các vấn đề đặc biệt của họ, bảo đảm quyền của phụ nữ tham gia vào các chương trình phát triển, "tiếp cận với các phương tiện chăm sóc sức khỏe đầy đủ", "tham gia vào tất cả các hoạt động cộng đồng", "tiếp cận với tín dụng nông nghiệp" "và" thụ hưởng các điều kiện sống đầy đủ." 
Điều 15 bắt buộc các quốc gia phải bảo đảm "quyền bình đẳng của phụ nữ với nam giới trước pháp luật", bao gồm "việc có năng lực pháp lý ngang với nam giới". Nó cũng quy định "bảo đảm các quyền ngang nhau đối với nam giới và phụ nữ bao gồm các quy định pháp luật liên quan đến quyền tự do đi lại, tự do cư trú và nơi cư trú của họ." 
Điều 16 nghiêm cấm "phân biệt đối xử với phụ nữ trong mọi vấn đề liên quan đến quan hệ hôn nhân và gia đình". Đặc biệt, bảo đảm cho nam giới và phụ nữ "có quyền ngang nhau trong việc kết hôn, có quyền tự do lựa chọn người phối ngẫu", "quyền và trách nhiệm ngang nhau trong hôn nhân và khi li hôn", "quyền và trách nhiệm ngang nhau với vai trò là cha mẹ", "các quyền ngang nhau đối với việc quyết định số con và khoảng cách sinh một cách tự do và có trách nhiệm", "vợ chồng có quyền như nhau trong việc lựa chọn tên họ, chuyên môn và nghề nghiệp của mình", "quyền ngang nhau giữa các cặp đôi phối ngẫu đối với việc sở hữu, mua bán, quản lý, điều hành, thụ hưởng và định đoạt tài sản, cho dù tài sản không phải bỏ tiền ra mua hay có giá trị lớn." 
Các điều từ 17 - 24 Những điều khoản này nói về các thành viên và thủ tục của Ủy ban CEDAW, như cơ cấu, các nguyên tắc và quy định về thủ tục mang tính hệ thống về mối quan hệ giữa Công ước CEDAW với luật pháp quốc gia và quốc tế và nghĩa vụ của các quốc gia thành viên phải thực hiện tất cả các bước cần thiết để thực hiện CEDAW một cách đầy đủ.
Các điều từ 25 - 30 (Thủ tục hành chính của CEDAW)
Những điều khoản này nói về các thủ tục hành chính chung liên quan đến việc thực thi CEDAW, phê chuẩn và bảo lưu của các quốc gia liên quan.

## CEDAW với Nghị quyết số 1325 và Nghị quyết số 1820 của Liên Hợp Quốc

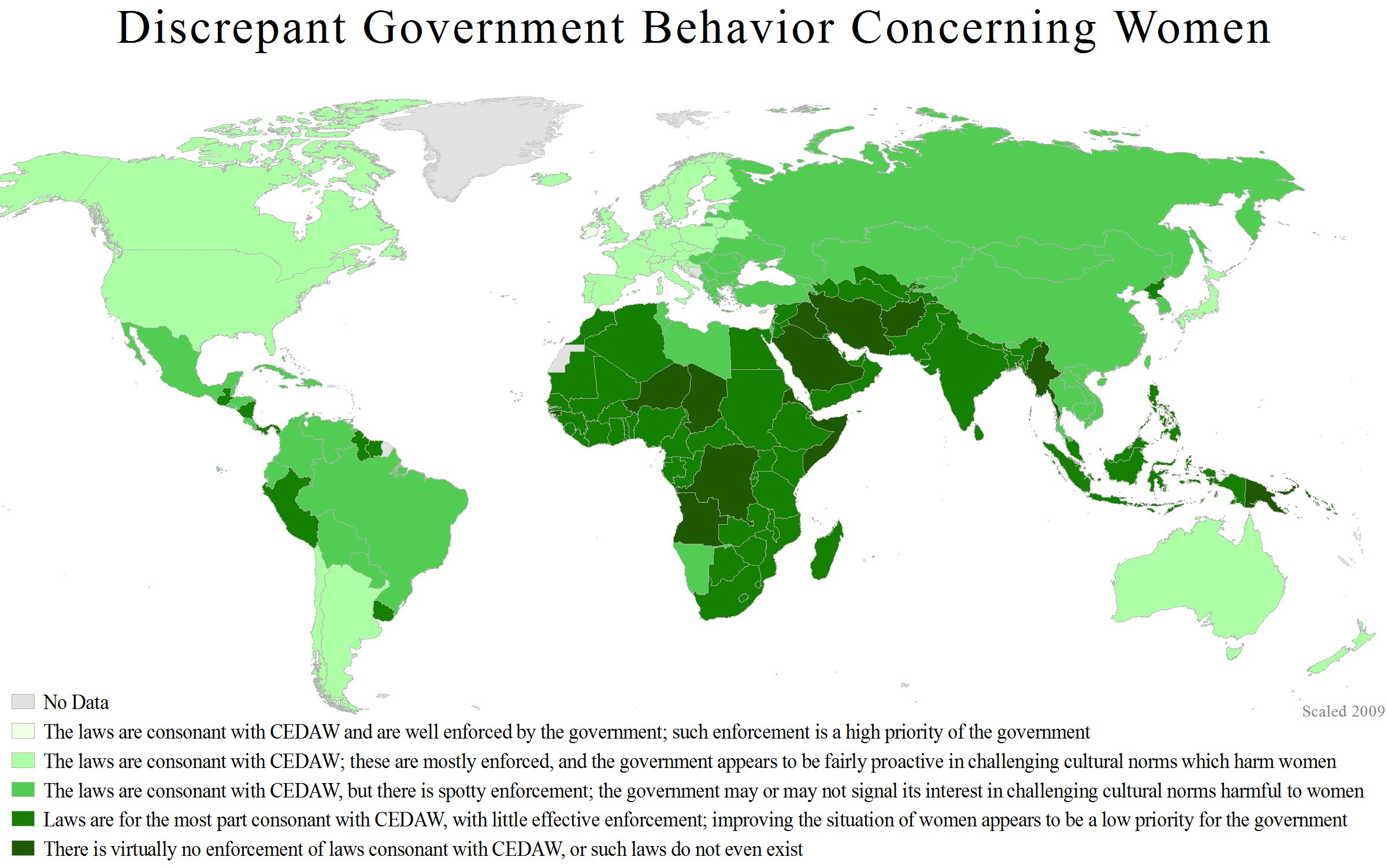
Bản đồ hiển thị các quốc gia thực thi thực thi CEDAW, 2010.

Lễ kỷ niệm 10 năm ngày Hội đồng Bảo an của Liên Hợp Quốc thông qua Nghị quyết 1325 về Phụ nữ, Hoà Bình và An ninh vào tháng 10 năm 2010 đã nhấn mạnh trách nhiệm giải trình ngày càng tăng đối với Nghị quyết này. Nhiều người bày tỏ lo ngại về việc chỉ có 22 quốc gia thành viên trong số 192 đã thông qua các kế hoạch hành động quốc gia. Phụ nữ vẫn còn ít đại diện, nếu không muốn nói là hoàn toàn vắng mặt, trong hầu hết các cuộc đàm phán hòa bình chính thức và bạo lực tình dục trong thời bình và trong bối cảnh xung đột tiếp tục gia tăng.
Những thực tế này nhấn mạnh sự cần thiết phải sử dụng các cơ chế pháp lý bên ngoài để tăng cường triển khai SCR 1325, đặc biệt là CEDAW. Các cơ chế được thiết lập tốt của CEDAW - báo cáo tuân thủ của các quốc gia thành viên và quy trình báo cáo bóng của xã hội dân sự đã được trích dẫn là các công cụ có thể để đảm bảo trách nhiệm.
Một số cuộc họp cấp khu vực và quốc tế bao gồm Hội thảo cấp cao "1325 trong năm 2020: Nhìn về phía trước...Nhìn lại", do Trung tâm châu Phi về Giải quyết tranh chấp mang tính xây dựng và "Hội nghị quốc tế Stockholm về 10 năm thực hiện Nghị quyết 1325 - Bây giờ thì sao?" kêu gọi sử dụng CEDAW để cải thiện việc thực hiện 1325.
Giao thoa giữa Nghị quyết 1325 và Công ước CEDAW 
Mặc dù Công ước CEDAW, Nghị quyết 1325 và Nghị quyết 1820 của Hội đồng Bảo an Liên Hợp Quốc về Phụ nữ, Hòa bình và An ninh là những công cụ quốc tế quan trọng, nhưng cũng có một sự giao thoa giữa ba chuẩn mực có thể được sử dụng để thúc đẩy việc thực thi và tác động.
Các Nghị quyết 1325 và 1820 mở rộng phạm vi áp dụng CEDAW bằng cách làm rõ sự liên quan của nó với tất cả các bên trong xung đột, trong khi CEDAW cung cấp hướng dẫn chiến lược cụ thể cho các hành động được thực hiện theo các cam kết rộng rãi được nêu trong hai Nghị quyết.
CEDAW là một công ước nhân quyền toàn cầu cần được đưa vào luật quốc gia như là tiêu chuẩn cao nhất về quyền của phụ nữ. Nó yêu cầu các quốc gia thành viên của Liên Hợp Quốc đã phê chuẩn Công ước (189 quốc gia cho đến nay) thiết lập các cơ chế tại chỗ để thực hiện đầy đủ các quyền của phụ nữ.
Nghị quyết 1325 là luật quốc tế được Hội đồng Bảo an nhất trí thông qua, bắt buộc các quốc gia thành viên của LHQ phải bảo đảm sự tham gia của phụ nữ trong tất cả các khía cạnh của quá trình xây dựng hòa bình, bao gồm đảm bảo sự tham gia của phụ nữ trong tất cả các cấp ra quyết định về vấn đề hòa bình và an ninh.
Nghị quyết 1820 liên kết vấn đề bạo lực tình dục như một chiến thuật của chiến tranh với việc duy trì hòa bình và an ninh quốc tế. Nghị quyết cũng yêu cầu một báo cáo toàn diện từ Tổng thư ký LHQ về việc thực hiện và các chiến lược để cải thiện luồng thông tin cho Hội đồng Bảo an; và việc áp dụng các biện pháp bảo vệ và phòng ngừa cụ thể để chấm dứt bạo lực tình dục.
Nghị quyết 1325, Nghị quyết 1820 và CEDAW chia sẻ chương trình nghị sự sau đây về quyền con người của phụ nữ và bình đẳng giới:
1. Tăng cường sư phụ nữ tham gia vào việc ra quyết định ở tất cả các cấp
2. Xoá bỏ bạo lực đối với phụ nữ vì nó cản trở sự tiến bộ của phụ nữ và duy trì địa vị thấp kém của họ
3. Bình đẳng giữa phụ nữ và nam giới trước pháp luật; bảo vệ phụ nữ và trẻ em gái thông qua nguyên tắc pháp quyền
4. Yêu cầu các lực lượng và hệ thống an ninh bảo vệ phụ nữ và trẻ em gái khỏi bạo lực trên cơ sở giới
5. Nhận thức được thực tế rằng những trải nghiệm và gánh nặng khác biệt của phụ nữ và trẻ em gái đến từ sự phân biệt đối xử có hệ thống
6. Đảm bảo rằng kinh nghiệm, nhu cầu và quan điểm của phụ nữ được đưa vào các quyết định chính trị, pháp lý và xã hội quyết định thành tựu của hòa bình chính đáng và lâu dài

Sáu quốc gia thành viên của Liên Hợp Quốc chưa phê chuẩn hoặc tham gia công ước là Iran, Palau, Somalia, Sudan, Tonga và Hoa Kỳ.
Một quốc gia không phải là thành viên của Liên Hợp Quốc chưa tham gia Công ước là Vatican.
Trung Hoa dân quốc (Đài Loan) năm 2007 cũng đã phê chuẩn Công ước trong cơ quan lập pháp của mình, nhưng không được Liên Hợp Quốc công nhận và chỉ là một bên tham gia Công ước một cách không chính thức.
Quốc gia tham gia Công ước gần đây nhất là Nam Sudan vào ngày 30 tháng 4 năm 2015.
Tại Hoa Kỳ, hơn 40 thành phố và chính quyền địa phương đã thông qua các sắc lệnh hoặc nghị quyết liên quan đến CEDAW.

## Bảo lưu
Nhiều bảo lưu đã được đưa ra đối với một số điều của Công ước. Ngoài ra còn có một số bảo lưu không dành riêng cho một điều khoản cụ thể trong Công ước mà là bảo lưu chung cho tất cả các khía cạnh của Công ước sẽ vi phạm nguyên tắc đã nêu. Ví dụ, Mauritania đã đưa ra bảo lưu với tuyên bố họ đã phê chuẩn Công ước "với mỗi và mọi điều khoản của Công ước không đi ngược lại với Luật Hồi giáo Sharia". Một số những bảo lưu, đặc biệt là những bảo lưu của các quốc gia Hồi giáo là đối tượng của nhiều cuộc tranh luận.
- Khuyến nghị chung số 1 (1986) thảo luận về "hướng dẫn báo cáo".[16]
- Khuyến nghị chung số 2 (1987) thảo luận về "hướng dẫn báo cáo".
- Khuyến nghị chung số 3 (1987) thảo luận về "các chương trình giáo dục và thông tin công cộng".
- Khuyến nghị chung số 4 (1987) thảo luận về "bảo lưu".
- Khuyến nghị chung số 5 (1988) thảo luận về "các biện pháp đặc biệt tạm thời".
- Khuyến nghị chung số 6 (1988) thảo luận về "bộ máy quốc gia hiệu quả và sự công khai".
- Khuyến nghị chung số 7 (1988) thảo luận về "nguồn lực thực hiện CEDAW".
- Khuyến nghị chung số 8 (1988) thảo luận về "Điều 8."
- Khuyến nghị chung số 9 (1989) thảo luận về "dữ liệu thống kê."
- Khuyến nghị chung số 10 (1989) thảo luận về "kỷ niệm lần thứ mười ngày thông qua Công ước CEDAW".
- Khuyến nghị chung số 11 (1989) thảo luận về "dịch vụ tư vấn kỹ thuật cho báo cáo."
- Khuyến nghị chung số 12 (1989) thảo luận về "bạo lực đối với phụ nữ".
- Khuyến nghị chung số 13 (1989) thảo luận về "trả lương cộng bằng cho công việc có giá trị như nhau".
- Khuyến nghị chung số 14 (1990) thảo luận về "cắt bao quy đầu nữ".
- Khuyến nghị chung số 15 (1990) thảo luận về "phụ nữ và đại dịch AIDS".
- Khuyến nghị chung số 16 (1991) thảo luận về "lao động nữ không được trả lương trong các doanh nghiệp gia đình ở nông thôn và thành thị".
- Khuyến nghị chung số 17 (1991) thảo luận về "cách đo lường và chất lượng của các công việc gia đình không tính công của phụ nữ và sự công nhận đóng góp của phụ nữ trong GNP."
- Khuyến nghị chung số 18 (1991) thảo luận về "phụ nữ khuyết tật".
- Khuyến nghị chung số 19 (1992) thảo luận về "bạo lực đối với phụ nữ". Cụ thể, Khuyến nghị chung này nói rằng "khái niệm phân biệt đối xử bao gồm bạo lực trên cơ sở giới, nghĩa là bạo lực với phụ nữ vì cô ấy phụ nữ hoặc không xứng đáng là một phụ nữ."
- Khuyến nghị chung số 20 (1992) thảo luận về "bảo lưu".
- Khuyến nghị chung số 21 (1994) thảo luận về "sự bình đẳng trong quan hệ hôn nhân và gia đình".
- Khuyến nghị chung số 22 (1995) thảo luận về "Điều 20 của Công ước".
- Khuyến nghị chung số 23 (1997) thảo luận về "phụ nữ trong đời sống chính trị và công cộng".
- Khuyến nghị chung số 24 (1999) thảo luận về "phụ nữ và sức khỏe".
- Khuyến nghị chung số 25 (2004) thảo luận về "các biện pháp đặc biệt tạm thời".[17]
- Khuyến nghị chung số 26 (2008) thảo luận về "lao động nữ di cư".[18]
- Khuyến nghị chung số 27 (2010) thảo luận về "phụ nữ cao tuổi và bảo vệ quyền con người của họ".[19]
- Khuyến nghị chung số 28 (2010) thảo luận về "nghĩa vụ cốt lõi của các quốc gia thành viên theo Điều 2." [20] Ở đây, Ủy ban tuyên bố rằng các bảo lưu đối với Điều 2 không tương thích với đối tượng và mục đích của Công ước và do đó không thể chấp nhận được theo Điều 28. Ủy ban khuyến khích các quốc gia rút lại bất kỳ bảo lưu nào cho Điều 2 càng sớm càng tốt.
- Khuyến nghị chung số 29 (2013) thảo luận về "hậu quả kinh tế của hôn nhân, quan hệ gia đình và sự chia tay của họ".[21]
- Khuyến nghị chung số 30 (2013) thảo luận về "phụ nữ trong phòng ngừa xung đột, xung đột và hậu xung đột".[22] Tại đây, Ủy ban cho biết các quốc gia có nghĩa vụ bảo vệ quyền của phụ nữ trước, trong và sau xung đột khi họ trực tiếp tham gia chiến đấu, và/hoặc đang cung cấp cho quân đội gìn giữ hòa bình hoặc hỗ trợ của nhà tài trợ để ngăn ngừa xung đột, hỗ trợ nhân đạo hoặc tái thiết sau xung đột.[23] Ủy ban cũng tuyên bố rằng các quốc gia phê chuẩn cần thực hiện nghiêm túc trong việc đảm bảo rằng các chủ thể phi nhà nước, như các nhóm vũ trang và nhà thầu an ninh tư nhân, phải chịu trách nhiệm về tội ác chống lại phụ nữ.
- Khuyến nghị chung số 31 (2014) là khuyến nghị chung với Ủy ban về Quyền trẻ em thảo luận về "các hành vi gây hại".[24] Lần đầu tiên, Ủy ban đã cùng với Ủy ban về Quyền trẻ em đưa ra một giải thích toàn diện về nghĩa vụ của các quốc gia nhằm ngăn chặn và loại bỏ các hành vi gây hại cho phụ nữ và trẻ em gái.[25]
- Khuyến nghị chung số 32 (2014) thảo luận về "các khía cạnh giới của tình trạng tị nạn, tìm kiếm tị nạn, quốc tịch và tình trạng không quốc tịch của phụ nữ".[26]

Hiện tại Ủy ban đang nghiên cứu về Bình luận chung liên quan đến buôn bán phụ nữ và trẻ em gái trong bối cảnh di cư toàn cầu.
Trong mười năm đầu tiên, ủy ban hoạt động khác biệt đáng kể so với hiện nay. Hình thức phê bình duy nhất được đưa ra cho Ủy ban CEDAW là các khuyến nghị chung và kết luận quan sát đối với báo cáo của các quốc gia thành viên. Do sự xuất hiện của Chiến dịch toàn cầu vì quyền con người của phụ nữ vào năm 1991, người ta đã chú ý nhiều hơn đến CEDAW, làm hồi sinh Ủy ban này. Ủy ban đã thực hiện các thay đổi đối với CEDAW để cho phép họ gặp gỡ nhiều hơn một lần mỗi năm và đã tận dụng lợi thế này bằng cách họp ít nhất hai lần một năm kể từ năm 1997. Ủy ban ban đầu chỉ họp hai tuần trong các phiên họp thường niên, nhưng giờ đã được thay đổi thành họp nhiều lần trong năm trong các phiên họp kéo dài mười tám ngày. Uỷ ban CEDAW cũng đã đạt được các thủ tục khiếu nại và điều tra mới cho phép Ủy ban khởi xướng các thủ tục điều tra nếu họ tin rằng một quốc gia thành viên vi phạm nghiêm trọng các điều khoản của CEDAW. 
| Name                                | State               | Term Expires |
| ----------------------------------- | ------------------- | ------------ |
| Gladys Acosta Vargas (Phó chủ tịch) | Peru                | 2022         |
| Hiroko Akizuki                      | Nhật Bản            | 2022         |
| Tamader Al-Rammah                   | Saudi Arabia        | 2022         |
| Nicole Ameline (Phó chủ tịch)       | Pháp                | 2020         |
| Gunnar Bergby                       | Norway              | 2020         |
| Marion Bethel                       | Bahamas             | 2020         |
| Louiza Chalal                       | Algeria             | 2022         |
| Esther Eghobamien-Mshelia           | Nigeria             | 2020         |
| Naela Gabr                          | Egypt               | 2022         |
| Hilary Gbedemah (Chủ tịch)          | Ghana               | 2020         |
| Nahla Haidar                        | Lebanon             | 2020         |
| Dalia Leinarte                      | Lithuania           | 2020         |
| Rosario Manalo                      | Philippines         | 2020         |
| Lia Nadaraia (Rapporteur)           | Georgia             | 2022         |
| Aruna Devi Narain                   | Mauritius           | 2022         |
| Ana Pelaez Narvaez                  | Tây Ban Nha         | 2022         |
| Bandana Rana (Phó chủ tịch)         | Nepal               | 2020         |
| Rhoda Reddock                       | Trinidad and Tobago | 2022         |
| Elgun Safarov                       | Azerbaijan          | 2022         |
| Wenyan Song                         | Trung Quốc          | 2020         |
| Genoveva Tisheva                    | Bulgaria            | 2022         |
| Franceline Toe Bouda                | Burkina Faso        | 2022         |
| Aicha Vall Verges                   | Mauritania          | 2020         |

## Nghị định thư tùy chọn
Nghị định thư tuỳ chọn của Công ước về xóa bỏ mọi hình thức phân biệt đối xử với phụ nữ là một thỏa thuận bên cạnh Công ước cho phép các quốc gia thành viên công nhận thẩm quyền của Ủy ban Xóa bỏ phân biệt đối xử với phụ nữ xem xét các khiếu nại của cá nhân.
Nghị định thư tuỳ chọn được Đại hội đồng LHQ thông qua vào ngày 6 tháng 10 năm 1999 và có hiệu lực vào ngày 22 tháng 12 năm 2000. Hiện tại nó có 80 quốc gia đã ký và 109 quốc gia phê chuẩn.
- Các biện pháp đặc biệt thúc đẩy bình đẳng giới của các cơ quan Liên hợp quốc (UN)
- Sửa đổi quyền bình đẳng
- Nghỉ thai sản
- Vai trò giới
- Giáo dục giới tính hỗn hợp
- Tuyên bố về xóa bỏ phân biệt đối xử với phụ nữ
- Tuyên bố về xóa bỏ bạo lực đối với phụ nữ
- EGM: phòng chống bạo lực đối với phụ nữ và trẻ em gái
- Kế hoạch thực hiện toàn cầu để chấm dứt bạo lực đối với phụ nữ và trẻ em gái
- Công ước về phòng ngừa và chống bạo lực đối với phụ nữ và bạo lực gia đình
- Công ước về quyền chính trị của phụ nữ
- Công ước bảo vệ thai sản, 2000
- Quỹ phát triển phụ nữ Liên Hợp Quốc
- Nghị quyết 1325 của Hội đồng Bảo an Liên Hợp Quốc
- Cơ quan phụ nữ của LHQ
- Quyền phụ nữ
- Bình đẳng ngay bây giờ